# Wasserschutzpolizei Niedersachsen

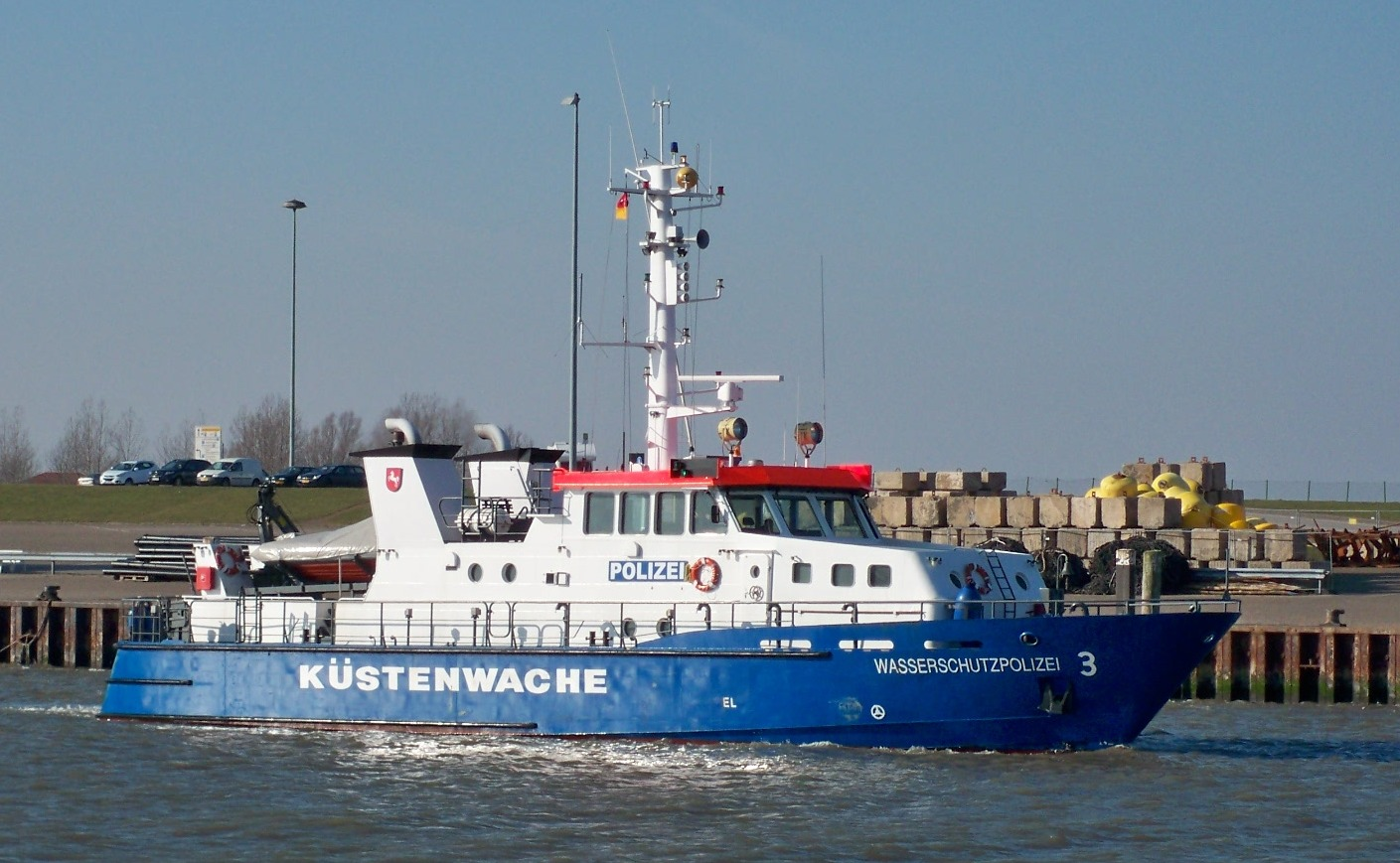
Großes Küstenboot der Wasserschutzpolizei Wilhelmshaven

Die Wasserschutzpolizei Niedersachsen ist eine Organisationseinheit der Polizei Niedersachsen. Sie ist eine von 15 Wasserschutzpolizeien in Deutschland der Bundesländer, wobei die der Bundespolizei und des Wasserzolls nicht eingerechnet sind. Der Hauptsitz der WSPI ist in Oldenburg. Seither ist die WSP Niedersachsen ausschließlich im Küstengebiet der Nordsee und den Seehäfen Niedersachsens tätig, während die wasserschutzpolizeilichen Aufgaben im Binnenland auf die Polizeidirektionen übertragen wurden. Die Zahl der Dienstkräfte der WSP betrug 2015 100.
Die schwimmenden Einsatzmittel der WSP Niedersachsen werden von der Gemeinsamen Leitstelle der Wasserschutzpolizeien (WSP-Leitstelle) im GLZ-See des Maritimen Sicherheitszentrum koordiniert. 

## Aufgabe, Zuständigkeit und Struktur
Die Wasserschutzpolizei hat in Niedersachsen die örtliche Zuständigkeit für 2.500 Quadratkilometer Küstengewässer, 1.800 Streckenkilometer Bundes- und Landeswasserstraßen sowie 71 Quadratkilometer Binnenseen. Sie ist auch für die in Schleswig-Holstein gelegenen Teile der Mittelelbe oberhalb der Staustufe Geesthacht und oberhalb der Schleuse Geesthacht einschließlich der Schleusenanlage sowie für die Häfen Lauenburg und Geesthacht zuständig. Über die Aufgabenübertragung haben die Länder Niedersachsen und Schleswig-Holstein ein Verwaltungsabkommen geschlossen.
Die gesamte niedersächsische Wasserschutzpolizei gehört organisatorisch zur Polizeidirektion Oldenburg (PD OL) mit Sitz in Oldenburg. Die WSP-Leitstelle der Küstenländer in Cuxhaven ist eine gemeinsame maritime Leitstelle der Küstenländer und gehört organisatorisch zur Wasserschutzpolizei Niedersachsen. Die schwimmenden Einsatzmittel der WSP Niedersachsen werden von der Gemeinsamen Leitstelle der Wasserschutzpolizeien (WSP-Leitstelle) im GLZ-See des Maritimen Sicherheitszentrum koordiniert. Seit 2001 steht allen Dienststellen und Küstenbooten der Wasserschutzpolizeien der fünf Küstenländer Bremen, Hamburg, Mecklenburg-Vorpommern, Niedersachsen und Schleswig-Holstein diese gemeinsame Service- und Koordinierungsstelle für die Einsatzgebiete in Nord- und Ostsee zur Verfügung.
Die sachliche Zuständigkeit in Niedersachsen ist identisch mit den Zuständigkeiten der Wasserschutzpolizeieinrichtungen anderer Bundesländer. Sie besteht wie bei den übrigen Landespolizeien vor allem aus:
- Gefahrenermittlung und Gefahrenabwehr
- Verhütung und Verfolgung von Straftaten sowie Ordnungswidrigkeiten

Leiter der Wasserschutzpolizeiinspektion Oldenburg ist Polizeidirektor Jörg Beensen.

## Geschichte
Als Gründungsdatum der Wasserschutzpolizei Niedersachsens gilt der 13. Januar 1947: An diesem Tag ging aus der bisherigen „WSP-Gruppe Bremen“ organisatorisch die „WSP-Gruppe Niedersachsen“ hervor. Zuvor wurde das Bundesland Niedersachsen in Form des ersten Niedersächsischen Landtages am 9. Dezember 1946 gebildet und eine eigene WSP aus der bestehenden WSP Bremen herausgelöst.

### Umorganisierungen 2007 und 2010
2007 erfolgte eine Umorganisierung, bei der Personal reduziert wurde und es zur Auflösung sowie zur Zusammenlegung von Dienststellen kam. Am 5. Oktober 2010 beschloss die niedersächsische Landesregierung zur Haushalteinsparung eine weitere Umorganisierung, bei der sich die Wasserschutzpolizei künftig auf die Arbeit an der Nordseeküste konzentrieren sollte. Damit verbunden war die Schließung von Dienststellen (Hann. Münden, Braunschweig, Hameln, Oldenburg, Papenburg, Norddeich) sowie eine Mitarbeiterreduzierung von 210 auf 130. Standorte an der Küste sind seither Emden, Brake, Stade mit Wilhelmshaven als zentraler Standort. Die Binnenschifffahrt wird von den Polizeidirektionen Lüneburg, Osnabrück, Hannover und Göttingen überwacht. Während die Mitarbeiter der geschlossenen Dienststellen nicht mehr wasserschutzpolizeiliche Tätigkeiten wahrnehmen, wurden die anderen Bediensteten in die örtlichen Polizeiinspektionen integriert. Die zu überwachende Wasserstrecke wurde dabei erweitert. So betreut zum Beispiel die Polizeiinspektion Nienburg/Schaumburg mit zehn Mitarbeitern die Bundeswasserstraßen Weser (von Hann. Münden bis Bremen), Aller (Celle bis zur Mündung in die Weser) sowie die Landesgewässer Hamme und den Dümmer.

### Umorganisierung 2015/2016
Im Jahre 2015 wurde beschlossen die Organisation der WSP erneut zu ändern. Das Kompetenzzentrum in Wilhelmshaven wird aufgelöst und die WSP als Wasserschutzpolizeiinspektion bei der PD Oldenburg angegliedert. Die bisherigen Standorte bekommen die Bezeichnung Wasserschutzpolizeistation. Daneben gehören noch die Stabs-/Koordinierungsstelle und die Gemeinsame Leitstelle der Wasserschutzpolizeien der Küstenländer in Cuxhaven zur WSPI Oldenburg.
Diese Änderung wurde zum 14. Januar 2016 umgesetzt.

## Boote
Der häufigste verwendete Bootstyp ist das Kleine Küstenboot (Länge 19,80 m) vom Typ Damen Stan Patrol 2005. Öffentlich kritisiert wurde, dass der Polizei Norddeich durch Kürzungsmaßnahmen ein Schlauchboot für eine zu überwachende Seefläche von rund 600 Quadratkilometern zur Verfügung steht.

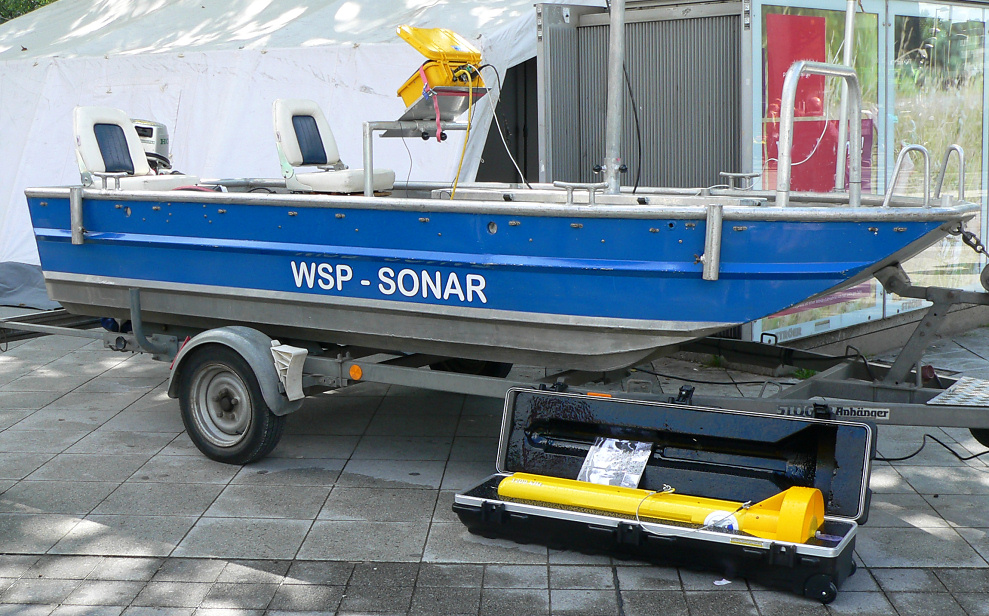
Sonarboot
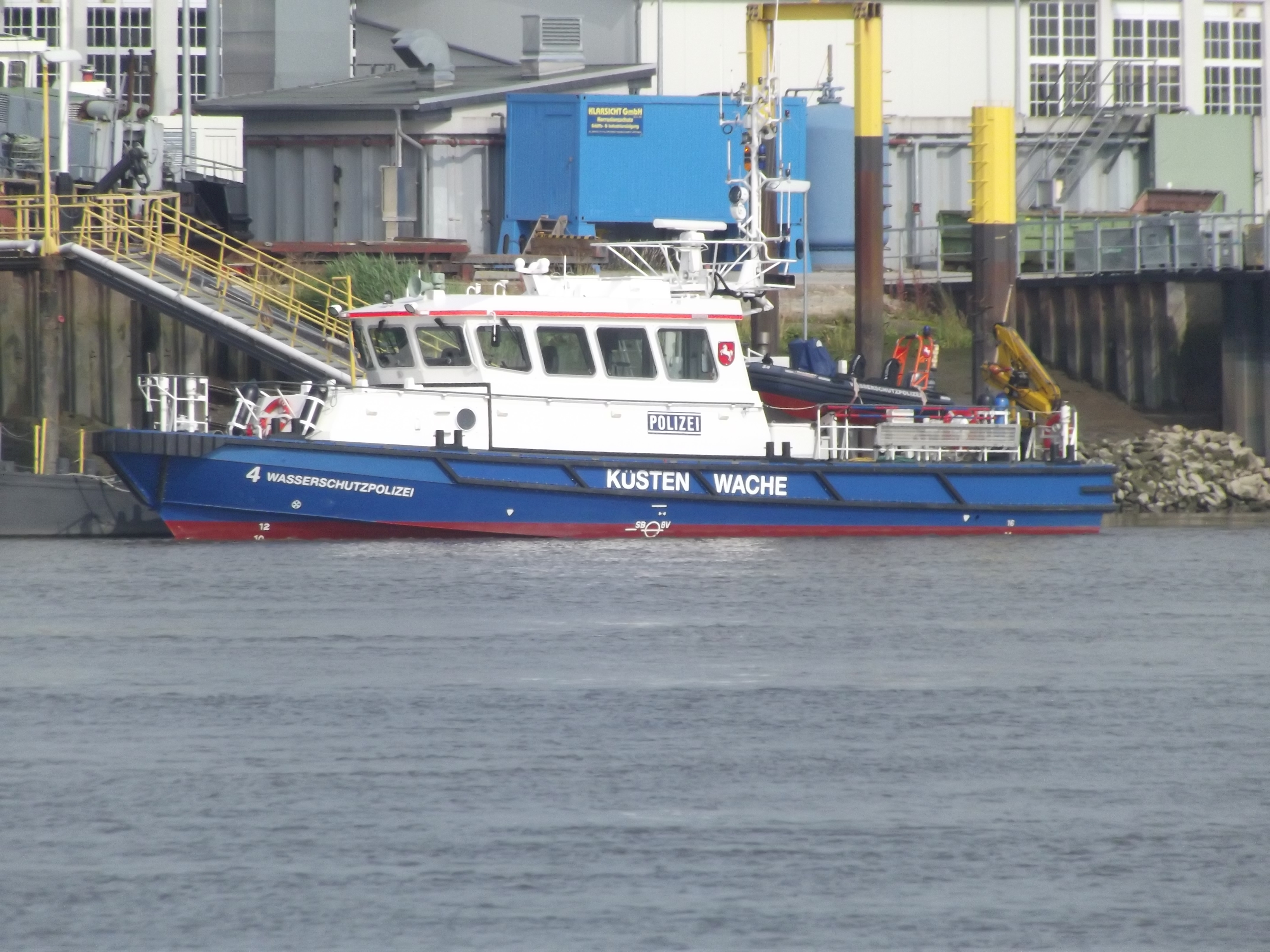
„Kleines“ Küstenstreifenboot WSP4 in Brake (Unterweser)
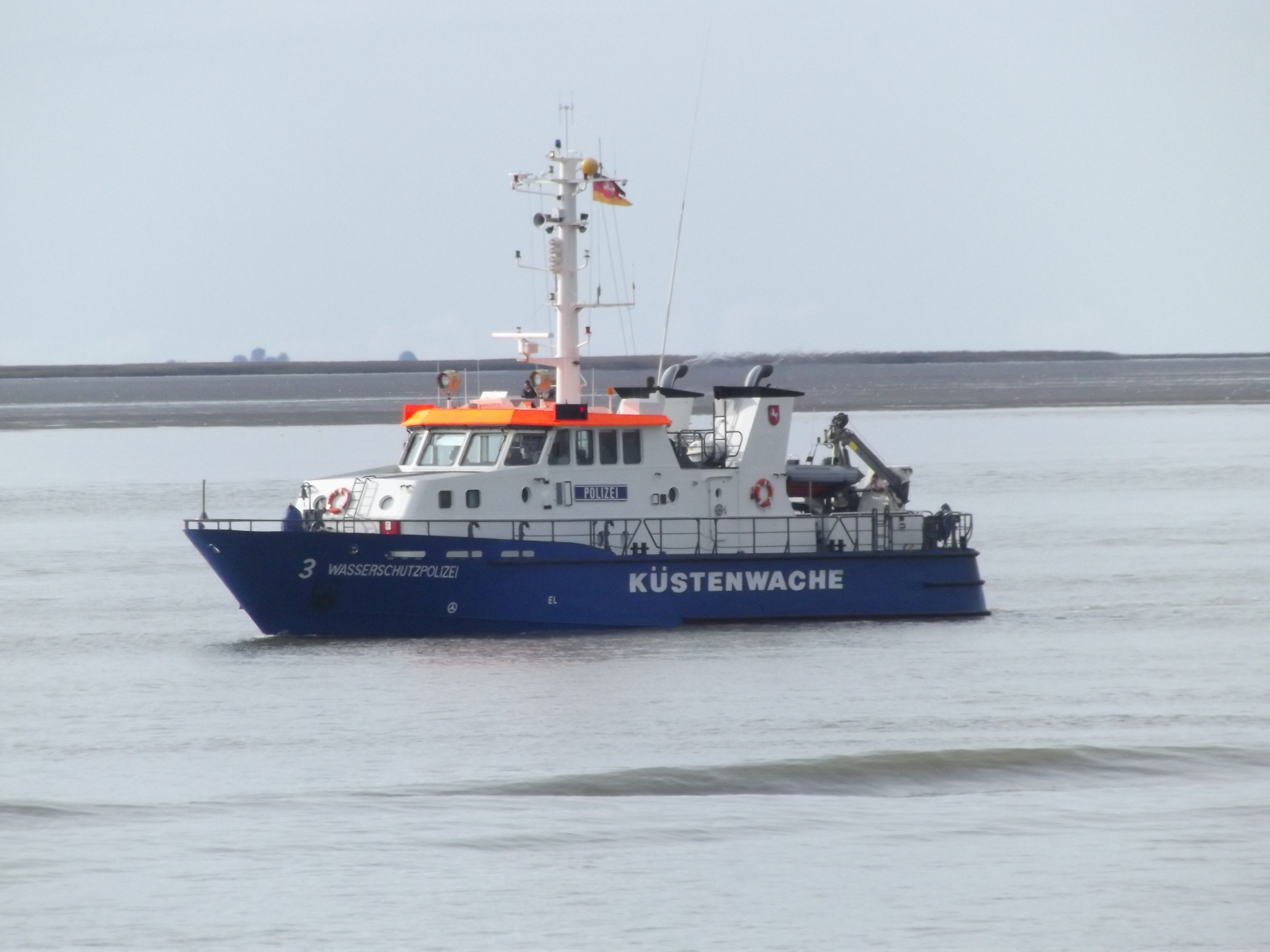
Küstenstreifenboot WSP3 auf der Weser vor Bremerhaven